# Чарлі Гарсія
Ка́рлос Альбе́рто Гарсі́я Море́но (ісп. Carlos Alberto García Moreno), відоміший під творчим псевдонімом Чарлі Гарсія (ісп. Charly García, *Буенос-Айрес, 23 жовтня 1951) — один з найвідоміших музикантів, композиторів і продюсерів латиноамериканської рок-музики. Колишній учасник двох значних гуртів в історії аргентинського року — Sui Géneris і Serú Girán. Наразі веде сольну кар'єру.

## Біографія

### Початок
Батько Карлоса був вчителем математики та фізики, а мати працювала продюсером музичних програм на радіостанції, зазвичай фольклорних. Захоплення музикою виявилося у Чарлі у віці трьох років, коли батьки купили йому іграшкове піаніно. У п'ять років батьки записали його до Conservatorio Thibaud Piazzini, де він почав займатися класичною музикою. Мати розказувала усім музикантам, з якими їй доводилося спілкуватися по роботі, про талановитого сина-піаніста, завдяки чому Карлос познайомився з такими зірками як Аріель Рамірес та Мерседес Соса. Але захоплення класичною музикою пройшло у хлопчика, коли в 13 років він почув музику Beatles, які вразили його і змусили назавжди стати рокером.

### Sui Generis
З перших років у школі Чарлі почав тікати з уроків, щоб пограти на піаніно. Згодом він створив власний гурт To Walk Spanish, який грав кавер-версії пісень Джиммі Хендрікса, The Byrds, Stones. 1969 року Чарлі познайомився з Ніто Местре, який також мав власний гурт The Century Indignation. Разом вони створили групу Sui Géneris.
Коли гурт лише почав своє існування, Чарлі призвали до армії. Після його повернення дует почав своє сходження на вершину слави і невдовзі став одним з найуспішніших на той час. На своєму третьому LP, Pequeñas anécdotas sobre las instituciones (1974), гурт спробував відійти від свого звичного фолк-рокового звучання, але публіка не зрозуміла їх експериментів. Рік потому гурт розпався.

### Porsuigieco і La Máquina de Hacer Pájaros
Після запису альбому разом з Раулем Порчетто, Ніто Местре, Марією Росою Йоріо та Леоном Гьєко (який було названо Porsuigieco) Чарлі Гарсія створив новий проект під назвою La Máquina de Hacer Pájaros. Попри те, що гурт записав лише два диски, майстерність музикантів та складність їх композицій були достатніми, щоб згодом їх назвали піонерами аргентинського симфонічного року.

### Serú Girán
Гарсія покинув гурт La Máquina de Hacer Pájaros 1977 року та поїхав до міста Бузіус (Бразилія) разом з Оскаром Моро та нареченою. Невдовзі разом з Давидом Лебоном та Педро Аснаром вони створили гурт Serú Girán. Попри те, що їх перший диск (Serú Girán, 1978) не був схвально сприйнятий публікою, вже наступна їх робота зробила їх популярними. 1980 року Serú Giran дали безкоштовний сольний концерт перед сотнею тисяч глядачів, що було рекордом для того часу. Наступні їхні диски лише підтверджували їхній успіх, але як і Sui Generis, гурт розпався на вершині своєї слави. На початку 1982 Педро Аснар поїхав до США навчатися у Музичному коледжі Берклі і тому покинув гурт. Був організований прощальний тур під назвою Не плач за мною, Аргентина, після якого Чарлі Гарсія розпочав сольну кар'єру.

### Сольна кар'єра
1982 року Чарлі розпочав сольну кар'єру записом саундтреку до фільму Pubis angelical. 26 грудня 1982 року відбувся його сольний концерт на стадіоні Ferrocarril Oeste, який зібрав аудиторію у 30 000 глядачів. Того ж року він записав альбом Yendo de la cama al living, який відображав суспільні настрої після фолклендської війни.
Диски Piano bar (1984) і Parte de la religión (1987) остаточно закріпили за Гарсією звання одного з найкращий композиторів аргентинського року та принесли йому міжнародне визнання. У 1985—1986 роках Чарлі провів тури Бразилією, Перу, Чилі, Іспанією. 1986 року він записав максі-сингл разом з Педро Аснаром, а 1989 видав Cómo conseguir chicas, збірку пісень різних років, які раніше не видавались. 1989 року Чарлі Гарсія провів гастролі по Аргентині, Мексиці, Колумбії, Коста-Риіці etc. 1990 року він продовжив тур у США. Після запису Filosofía barata y zapatos de goma, який став платиновим, у 1990 Гарсія постав перед судом за звинуваченням у сплюндруванні державних символів Аргентини через переспів гімну Аргентини, але виграв процес.
1992 року відбулося короткочасне повернення його гурту Serú Giran, який провів дуже успішне турне, збираючи стадіони у різних містах Латинської Америки. У 1990-х роках Чарлі Гарсія багато гастролював Аргентиною, Колумбією, Чилі, Мексикою, Перу. 1994 року співак випустив альбом «La hija de La Lágrima», який незабаром став двічі платиновим. 1997 року Гарсія записав диск «Alta Fidelidad» разом зі своєю давньою подругою Меседес Сосою. У лютому 1999 року Гарсія виступив на рок-фестивалі «Buenos Aires Vivo III», де зібрав 250 000 фанатів.

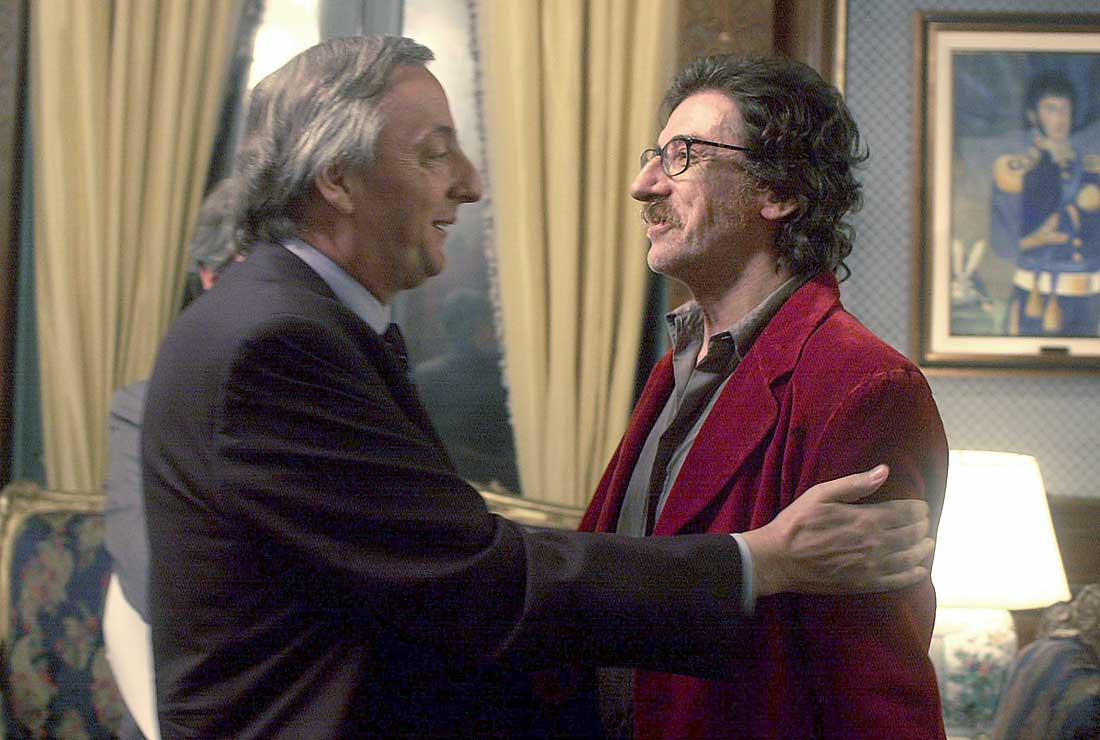
Нестор Кіршнер, президент Аргентини 2003—2007 та Чарлі Гарсія

2000 року відбулося повернення ще одного його гурту — Sui Géneris, яке розпочалося з концерту на стадіоні клубу Бока Хуніорс перед 30 тисячами осіб. Далі були концерти у Аргентині, Уругваї, Чилі і Перу. Завершальним став безкоштовний концерт у Parque Sarmiento, який зібрав аудиторію у сто тисяч глядачів.
2001 року Чарлі відзначив свій п'ятдесятий день народження новим концертним DVD Bar Say No More. 2002 року Гарсія випустив новий альбом Influencia, за який отримав золоту премію Гарделя — найвищу музичну нагороду Аргентини і став платиновим за рівнями продажу. У 2003—2004 роках Чарлі гастролював Аргентиною, Чилі, Іспанією. 2005 року Чарлі Гарсія зіграв концерт в урядовій будівлі Каса-Росада на запрошення тодішнього президента Аргентини Нестора Кіршнера.
2007 року Чарлі відзначив свій день народження концертом, куди запросив таких знаменитостей як Педро Аснар, Нача Гевара, Густаво Сераті, Хуанес, Дебора дель Корраль. 2009 року Чарлі Гарсія розпочав нове світове турне, яке розпочалося концертами у Перу, Чилі, Аргентині, Еквадорі, Уругваї, Ізраїлі, Мексиці.
9 липня 2010 року Гарсія виступив на концерті у місті Сан-Мігель-де-Тукуман, який був присвячений 194-ій річниці незалежності Аргентини та дню народження Мерседес Соси. Цей концерт зібрав понад 100 000 глядачів.

## Дискографія

### Sui Generis
- 1972 — Vida
- 1973 — Confesiones de Invierno
- 1974 — Pequeñas anécdotas sobre las instituciones
- 1975 — Adiós Sui Generis I & II
- 1993 — Adiós Sui Generis III (концерт 1975)
- 2000 — Sinfonías para adolescentes
- 2001 — ¡Si! Detrás de las paredes (концертний альбом)

### Porsuigieco
- 1976 — Porsuigieco

### La Máquina de Hacer Pájaros
- 1976 — La Máquina de Hacer Pájaros
- 1977 — Películas

### Serú Girán
- 1978 — Serú Giran
- 1979 — La grasa de las capitales
- 1980 — Bicicleta
- 1981 — Peperina
- 1982 — No llores por mí, Argentina
- 1992 — Serú 92
- 1993 — Vivo I; Vivo II
- 2000 — Yo no quiero volverme tan loco (концерт 1981)

### Сольні альбоми
- 1980 — Música del alma
- 1982 — Pubis angelical (саундтрек)
- 1982 — Yendo de la cama al living
- 1983 — Clics modernos
- 1984 — Piano bar
- 1984 — Terapia intensiva (саундтрек)
- 1985 — Tango (разом з Педро Аснаром)
- 1987 — Parte de la religión
- 1988 — Lo que vendrá (саундтрек)
- 1989 — Cómo conseguir chicas
- 1990 — Filosofía barata y zapatos de goma
- 1991 — Tango 4 (разом з Педро Аснаром)
- 1992 — Radio Pinti (разом з Педро Аснаром та Енріке Пінті)
- 1993 — Funes un Gran Amor (саундтрек)
- 1994 — La hija de La Lágrima
- 1995 — Hello! (MTV Unplugged)
- 1996 — Say No More
- 1997 — Alta Fidelidad (разом з Мерседес Соса)
- 1998 — El aguante
- 1999 — Demasiado ego (концертний альбом)
- 1999 — Charly & Charly en Olivos (концертний альбом)
- 2002 — Influencia
- 2003 — Rock and roll yo
- 2007 — Kill Gil

### Cassandra Lange
- 1995 — Estaba en llamas cuando me acosté